# Кільберг Іван Йосипович
Іван Йосипович Кі́льберг (26 листопада 1918, Маріуполь — 30 жовтня 1982, Одеса) — український радянський диригент; заслужений діяч мистецтв УРСР з 1972 року.

## Біографія
Народився 26 листопада 1918 року в місті Маріуполі (тепер Донецька область, Україна). 1953 року закінчив Львівську консерваторію (клас Фанелії Долгової). Від 1946 року — диригент Львівської оперети, переведеної 1954 року в Одесу (згодом театр музичної комедії), у 1954—1982 роках — її головний диригент.
Помер в Одесі 30 жовтня 1982 року. Похований в Одесі на Другому християнському кладовищі.

## Творчість
Диригував вистави:
- «Весілля в Малинівці» Олексія Рябова;
- «Вільний вітер» Ісака Дунаєвського;
- «Сільва» Імре Кальмана;
- «Прекрасна Єлена» Жака Оффенбаха;
- «Весняні грози» Анатолія Кос-Анатольського (1960, 1-е виконання).